# Santa Rita de Caldas
Santa Rita de Caldas là một đô thị thuộc bang Minas Gerais, Brasil. Đô thị này có diện tích 502,037 km², dân số năm 2007 là 9078 người, mật độ 18,5 người/km².